# Ostrobothnia (vùng)
Ostrobothnia (tiếng Thụy Điển: Österbotten; tiếng Phần Lan: Pohjanmaa) là một vùng ở phía tây Phần Lan. Vùng này giáp các vùng Trung Ostrobothnia, Nam Ostrobothnia và Satakunta. Đây là một trong bốn vùng được coi là Ostrobothnia ngày nay, do đó nó còn được gọi là Ostrobothnia Ven biển để tránh nhầm lẫn.
Ostrobothnia là một trong hai vùng của Phần Lan có dân số người nói tiếng Thụy Điển chiếm đa số (còn lại là ở tỉnh Åland đơn ngữ theo hiến pháp); người nói tiếng Thụy Điển chiếm 51,2% tổng dân số. Vùng này có 13 thành phố song ngữ và một thành phố chỉ nói tiếng Phần Lan. Thủ phủ của Vaasa chủ yếu là nơi sinh sống của những người nói tiếng Phần Lan, trong khi các thị trấn nhỏ hơn và khu vực nông thôn xung quanh nói tiếng Thụy Điển. Ba đô thị có số lượng người nói tiếng Thụy Điển nhiều nhất là Korsholm, Jakobstad và Pedersöre.
Về mặt địa lý, Ostrobothnia có ít địa hình phù hợp, bởi vì nó chủ yếu là đáy biển trước đây được đưa lên bề mặt do sự phục hồi sau băng hà và sự tích tụ của trầm tích phù sa. Ostrobothnia có cả những cánh đồng canh tác rộng lớn (lakeus) như ở Nam Ostrobothnia, và quần đảo Kvarken (tiếng Phần Lan: Merenkurkku). Sự vận động của băng hà đã lắng đọng một lượng lớn đá trong khu vực. Giống như những nơi khác ở Pohjanmaa, sông là một phần nổi bật của cảnh quan nơi đây. Các con sông lớn đổ vào Vịnh Bothnia ở Ostrobothnia là Kyrönjoki, Lapuanjoki và Ähtävänjoki.
Kaskinen, một thị trấn ven biển nằm ở phía nam của vùng, là thị trấn nhỏ nhất ở Phần Lan cả về diện tích và dân số.

## Tên và biểu tượng
Trước khi chính thức hóa tên các vùng của Phần Lan, Ostrobothnia còn được gọi là Vasa kustregionen trong tiếng Thụy Điển và Vaasan rannikkoseutu trong tiếng Phần Lan, cả hai đều được dịch thành "vùng ven biển Vaasa". Viện Ngôn ngữ Phần Lan khuyến nghị khu vực này nên được đặt tên là Kustösterbotten trong tiếng Thụy Điển và Rannikko-Pohjanmaa trong tiếng Phần Lan, có nghĩa là "Ostrobothnia ven biển". Tuy nhiên, sau khi xác nhận tên của các khu vực Phần Lan vào ngày 26 tháng 2 năm 1998, tên hiện tại của khu vực đã được chính thức thay thế, theo mong muốn của chính quyền khu vực. Chính quyền trung ương đã cho rằng sự phổ biến của tiếng Thụy Điển trong khu vực, cũng như việc thiếu sự đồng thuận chung về một tên thay thế là lý do cho quyết định của họ. Trong các nhóm cộng đồng địa phương, Ostrobothnia thường được gọi là "Pampas". Từ này bắt nguồn từ sự tương đồng về cảnh quan bằng phẳng với khu vực Pampas ở Nam Mỹ.
Loại cây của vùng là Alnus glutinosa, loài động vật có vú trong vùng là nai sừng tấm (Alces alces), loại đá của vùng là đá granit Vaasa, bài hát của vùng là "Cuộc hành quân của Vaasa" (Tiếng Thụy Điển: Vasamarschen, tiếng Phần Lan: Vaasan marssi).

## Thành phố và ngôn ngữ

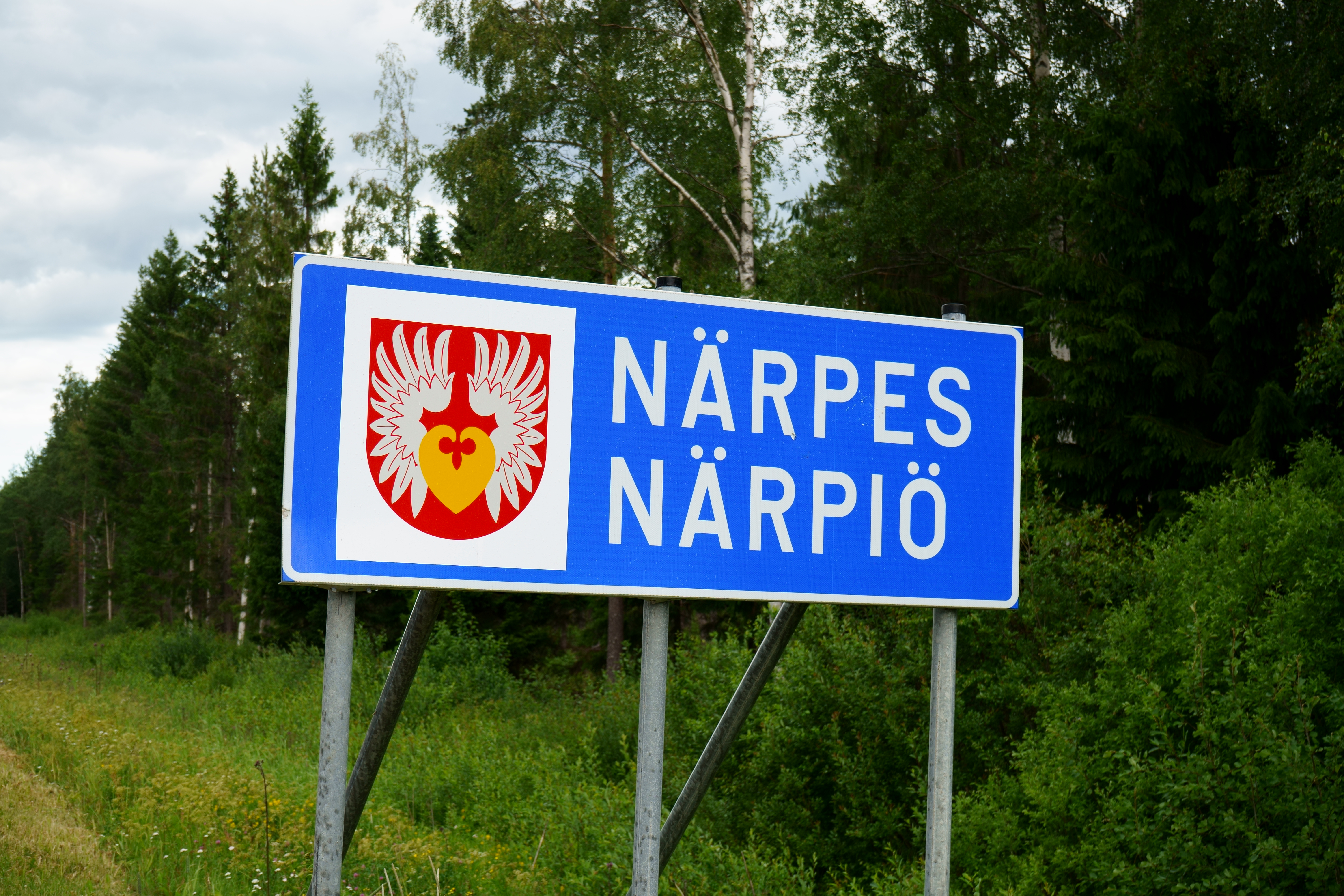
Biển báo địa giới với thành phố Närpes, với tên Thụy Điển đứng trước tên Phần Lan.

Vùng Ostrobothnia được tạo nên từ 14 đô thị. Vaasa có khoảng 40% là người Thụy Điển và đa số còn lại là người Phần Lan, trong khi ở Jakobstad có khoảng 70% và vùng phía nam có khoảng 57% người nói tiếng Thụy Điển. Phần nông thôn của Vaasa đa số nói tiếng Thụy Điển, với phần lớn người nói tiếng Phần Lan ở Ostrobothnia sống ở thị trấn Vaasa. Isokyrö là một đô thị ở Phần Lan trước đây nói một ngôn ngữ của khu vực, nhưng đã được chuyển về Nam Ostrobothnia vào năm 2021.
Ostrobothnia có thể giống với Nam Tirol nói tiếng Đức ở Ý, trong đó ngôn ngữ chính được nói ở thủ phủ ở đó là ngôn ngữ chính thức hoặc đa số của đất nước đó, nhưng ngôn ngữ chính được nói trong toàn bộ khu vực lại là ngôn ngữ thiểu số.
| Tên bằng tiếng Phần Lan | Tên bằng tiếng Thụy Điển | Dân số (người) | Tỷ lệ người nói tiếng Thụy Điển | Tỷ lệ người nói tiếng Phần Lan | Thuộc tiểu vùng |
| ----------------------- | ------------------------ | -------------- | ------------------------------- | ------------------------------ | --------------- |
| Pietarsaari             | Jakobstad                | 19.271         | 56.4%                           | 40.2%                          | Jakobstad       |
| Kaskinen                | Kaskö                    | 1.246          | 28.1%                           | 68.1%                          | Sydösterbotten  |
| Mustasaari              | Korsholm                 | 19.666         | 70.2%                           | 28.7%                          | Vaasa           |
| Korsnäs                 | Korsnäs                  | 2.023          | 91.2%                           | 3.2%                           | Vaasa           |
| Kristiinankaupunki      | Kristinestad             | 6.252          | 56.6%                           | 42.2%                          | Sydösterbotten  |
| Kruunupyy               | Kronoby                  | 6.406          | 83.3%                           | 15.6%                          | Jakobstad       |
| Laihia                  | Laihela                  | 7.804          | 1%                              | 98.3%                          | Kyrönmaa        |
| Luoto                   | Larsmo                   | 5.744          | 92.5%                           | 6.5%                           | Jakobstad       |
| Maalahti                | Malax                    | 5.458          | 88.2%                           | 9.1%                           | Vaasa           |
| Närpiö                  | Närpes                   | 9.547          | 88.4%                           | 5.8%                           | Sydösterbotten  |
| Uusikaarlepyy           | Nykarleby                | 7,431          | 89.3%                           | 8.1%                           | Jakobstad       |
| Pedersören kunta        | Pedersöre                | 11,197         | 90.1%                           | 9%                             | Jakobstad       |
| Vaasa                   | Vasa                     | 68,049         | 24.8%                           | 69.8%                          | Vaasa           |
| Vöyri                   | Vörå                     |                | 84.6%                           | 13.6%                          | Vaasa           |

Các đô thị cũ:
- Vörå hiện tại là kết quả của việc hợp nhất Maxmo và Oravais.
- Nykarleby đã được sáp nhập với Jeppo, Munsala và Nykarleby landskommun.
- Korsholm đã được hợp nhất từ năm đô thị Korsholm, Solf [sv], Replot, Björköby và Kvevlax.
- Vaasa đã được hợp nhất với một phần của Solf và Korsholm.
- Pedersöre đã được sáp nhập với Esse và Purmo.
- Malax là kết quả của việc hợp nhất các đô thị Malax, Petalax, Bergö và phần phía bắc của Pörtom.
- Närpes đã được hợp nhất với Övermark và Pörtom.
- Kristinestad là kết quả của việc hợp nhất Kristinestad, Tjöck, Lappfjärd và Sideby.
- Kronoby là kết quả của việc hợp nhất Kronoby, Nedervetil và Terjärv.
- Isokyrö được nối với vùng Nam Ostrobothnia.

## Khí hậu
Ostrobothnia nằm ở vùng ranh giới giữa khí hậu lục địa ẩm và cận Bắc Cực (Köppen Dfb/Dfc). Mùa đông của nó được điều hòa bởi gió tây từ dòng hải lưu ôn hòa Bắc Đại Tây Dương đi qua Na Uy, Thụy Điển và Vịnh Bothnia. Mặc dù biển có xu hướng dễ bị đóng băng vào mùa đông trong những đợt thời tiết lạnh kéo dài do biển có độ mặn thấp, nhưng mùa đông hiếm khi bị quá lạnh.
Nhìn chung trong những thập niên sau, bờ biển phía nam Vịnh Bothnia của trung Norrland ở Thụy Điển qua eo biển và Ostrobothnia hầu hết dao động từ mức cao trung bình trên 20 °C (68 °F) một chút vào mùa hè đến mức cao nhất khoảng −3 °C (27 °F) và mức thấp nhất là −10 °C (14 °F) vào mùa đông. Do sự rộng lớn của khu vực từ bắc xuống nam, điều này sẽ thay đổi một chút từ nơi này sang nơi khác tùy thuộc vào vĩ độ.
Lượng mưa khá thay đổi nhưng đủ để tạo thành một lớp băng tuyết trên khắp khu vực trong những tháng mùa đông. Vào mùa hè, Ostrobothnia trải qua hoàng hôn do vĩ độ cao với góc mặt trời không bao giờ giảm xuống dưới -3° vào ngày hạ chí ở Vaasa và -2° ở Jakobstad. Vào thời điểm đó trong năm, ánh sáng ban ngày vẫn đủ sáng để cho phép thực hiện các hoạt động ngoài trời vào ban ngày mà không cần ánh sáng nhân tạo, đặc biệt là dưới bầu trời quang đãng. Kết quả là, ngày rất ngắn trong mùa đông mặc dù tất cả các khu vực của Ostrobothnia đều ở xa về phía nam của Vòng Bắc Cực.

## Chính trị
Kết quả bầu cử Nghị viện Phần Lan 2019 tại Ostrobothnia:
- Đảng Nhân dân Thụy Điển Phần Lan 47,23%
- Đảng Dân chủ Xã hội Phần Lan 15,09%
- Đảng Phần Lan 11,19%
- Đảng Liên minh Quốc gia 7,38%
- Đảng Dân chủ Cơ đốc giáo 6,74%
- Đảng Trung tâm 4,16%
- Liên minh Bên trái 3,54%
- Liên đoàn Xanh 3,51%
- Phong trào Bảy Sao 0,24%
- Phong trào Cải cách Phần Lan 0,20%
- Các đảng khác 0,72%